# Anamarija Petričević
Anamarija Petričević (Split, 23. kolovoza 1972.), hrvatska plivačica. Kći je Đurđice Bjedov. 
Natjecala se za Jugoslaviju na Olimpijskim igrama 1988. Na 200 metara prsno osvojila je 32. mjesto, na 200 metara mješovito bila je 13., a na 400 metara mješovito osvojila je 17. mjesto.
Na europskom prvenstvu u daljinskom plivanju 1989. godine je osvojila zlatnu medalju na 5000 metara.
Bila je članica splitskog POŠK-a Brodomerkura te američkog Mission Baya.